# Copa dos Campeões Cearenses
A Taça dos Campeões Cearenses (ou como também conhecida como Copa dos Campeões Cearenses) foi uma competição de futebol organizada pela Federação Cearense de Futebol (FCF) em modelo equivalente ao utilizado em Supercopas, entre os campeões do Campeonato Cearense de Futebol e da Copa Fares Lopes do ano anterior.
A primeira edição aconteceu em 2014, porém, por causa da quantidade de substituições realizadas na partida, que extrapolou o limite estabelecido para partidas oficiais, essa edição foi considerada amistosa, e a competição foi oficializada somente a partir de sua edição de 2016.
A primeira disputa oficial aconteceu em 2016 e foi realizada por confronto de ida e volta, sendo reformulada para, a partir de 2017, acontecer em jogo único.
Por problemas de calendário, deixou de ser disputada em 2020, não sendo reativada desde então.

## Títulos

### Por clube
| Times               | Títulos         | Vices         |
| ------------------- | --------------- | ------------- |
| Fortaleza           | 2 (2016 e 2017) | 0             |
| Floresta            | 1 (2018)        | 0             |
| Ferroviário         | 1 (2019)        | 0             |
| Ceará               | 1( 2014)        | (2018 e 2019) |
| Guarany de Sobral   | 0               | 1 (2016)      |
| Guarani de Juazeiro | 0               | 1 (2017)      |

### Por cidade
| Cidade            | Títulos                        | Vices          |
| ----------------- | ------------------------------ | -------------- |
| Fortaleza         | 5(2014,2016, 2017, 2018, 2019) | 2 (2018, 2019) |
| Sobral            | 0                              | 1 (2016)       |
| Juazeiro do Norte | 0                              | 1 (2017)       |

### Por campeonato de origem
| Campeonato          | Títulos        | Vices          |
| ------------------- | -------------- | -------------- |
| Campeonato Cearense | 2 (2016, 2017) | 2 (2018, 2019) |
| Copa Fares Lopes    | 2 (2018, 2019) | 2 (2016, 2017) |

## Artilheiros
| Ano  | Artilheiro                                | Clube           | Gols |
| ---- | ----------------------------------------- | --------------- | ---- |
| 2016 | Elias                                     | Fortaleza       | 2    |
| 2017 | Gastón Filgueira                          | Fortaleza       | 1    |
| 2018 | Paulo Vyctor, Edson Cariús e Dim; Andrigo | Floresta; Ceará | 1    |
| 2019 | Da Silva                                  | Ferroviário     | 1    |